# 安提俄珀
安提俄珀（英語：Antiope）。古希腊神话人物之一。底比斯国王兼河神阿索波斯之女，也是亞馬遜女戰士，埃癸娜的姊妹。
安提俄珀由於自身的美貌而被宙斯給盯上，她在化為薩堤爾的宙斯介入中生下孿生兒子安菲翁和齊薩斯。後來她因為畏懼父親的憤怒只好將孩子留在山區，這兩兄弟後來被牧人給撫養長大。安提俄珀回国后被叔父狄耳刻和其妻達爾西給监禁受到殘酷的對待，她在神明的幫助下逃離二個兒子安菲翁和齊薩斯重逢，安菲翁和齊薩斯手刃狄耳刻成为底比斯新君，他們為了替母親討回公道把達爾西捉起來，然後將她的頭髪綁在公牛角上拖行至死丟進湧泉內，那泉水之後便以達爾西的名為名。其事迹于相关艺术作品中得到广泛反映。